# Presbytère de Vauvillers
Le presbytère de Vauvillers est un presbytère situé à Vauvillers, en France.

## Localisation
Le presbytère est situé sur la commune de Vauvillers, dans le département français de la Haute-Saône.

## Historique
Le bâtiment date du XVe siècle, il servit d'hôtel des monnaies.                                                                     L'édifice est inscrit au titre des monuments historiques en 2011.